# Mons International Congress XPerience
Pour les articles homonymes, voir Palais des congrès.
Le Mons International Congress XPerience, en abrégé le MICX, est un palais des congrès situé à Mons. Il est l’œuvre de l’architecte américain Daniel Libeskind en association avec l'agence d'architecture  H2A . Il est inauguré le 9 janvier 2015,.

## Infrastructures
| Nom                         | Capacité | Superficie | Étage | Utilisation         |
| --------------------------- | -------- | ---------- | ----- | ------------------- |
| Forum                       | +0500,   | +0800, m²  | 0     | Exposition/Cocktail |
| Atrium                      | −0200,   | +0400, m²  | 0     | Réception           |
| Flex room                   | +0700,   | +0800, m²  | 0     | Réception           |
| Auditoire 500               | +0500,   | -          | 1     | Auditorium          |
| Auditoire 200               | +0200,   | -          | 1     | Auditorium          |
| Auditoire 100               | +0100,   | -          | 1     | Auditorium          |
| Salle 100                   | +0350,   | +0100, m²  | 1     | Salle de réunion    |
| Salle 120                   | +0350,   | +0130, m²  | 1     | Salle de réunion    |
| 3 Salles de sous-commission | +0250,   | +0130, m²  | 1     | Salle de réunion    |
| Salon VIP                   | +0005,   | +0040, m²  | 1     | Salon VIP           |